# Zgornji Obrež
Zgornji Obrež este o localitate din comuna Brežice, Slovenia, cu o populație de 161 de locuitori.